# قائمة رؤساء سوريا
هذه قائمة رؤساء سوريا منذ عام 1922.

## القائمة
- مستقل
- الكتلة الوطنية
- الحزب الوطني
- الحزب السوري القومي الاجتماعي
- حركة التحرر العربي
- الاتحاد القومي
- حزب الشعب
- حزب البعث العربي الاشتراكي
- هيئة تحرير الشام

الوضع:
- مؤقت
- عسكري

### الانتداب الفرنسي (1922–1930)
| الترتيب                               | صورة                         | الاسم (ولادة–وفاة)            | تاريخ الانتخاب               | فترة توليه المنصب            | فترة توليه المنصب            | فترة توليه المنصب            | الحزب السياسي                | الحزب السياسي                |                              |
| الترتيب                               | صورة                         | الاسم (ولادة–وفاة)            | تاريخ الانتخاب               | بداية الفترة                 | نهاية الفترة                 | المدة                        | الحزب السياسي                | الحزب السياسي                |                              |
| الانتداب الفرنسي (1922–1930)          | الانتداب الفرنسي (1922–1930) | الانتداب الفرنسي (1922–1930)  | الانتداب الفرنسي (1922–1930) | الانتداب الفرنسي (1922–1930) | الانتداب الفرنسي (1922–1930) | الانتداب الفرنسي (1922–1930) | الانتداب الفرنسي (1922–1930) | الانتداب الفرنسي (1922–1930) | الانتداب الفرنسي (1922–1930) |
| ------------------------------------- | ---------------------------- | ----------------------------- | ---------------------------- | ---------------------------- | ---------------------------- | ---------------------------- | ---------------------------- | ---------------------------- | ---------------------------- |
| الاتحاد السوري (1922–1925)            |                              |                               |                              |                              |                              |                              |                              |                              |                              |
| 1                                     |                              | صبحي بركات (1889–1939)        | —                            | 29 حزيران 1922               | 1 كانون الثاني 1925          | 2 سنوات و185 أيام            |                              | مستقل                        |                              |
| الدولة السورية (1925–1930)            |                              |                               |                              |                              |                              |                              |                              |                              |                              |
| (1)                                   |                              | صبحي بركات (1889–1939)        | —                            | 1 كانون الثاني 1925          | 21 كانون الأول 1925          | 354 أيام                     |                              | مستقل                        |                              |
| شاغر (21 ديسمبر 1925 – 9 فبراير 1926) |                              |                               |                              |                              |                              |                              |                              |                              |                              |
| —                                     |                              | فرانسوا بيير أليب (1886–1956) | —                            | 9 شباط 1926                  | 28 نيسان 1926                | 78 أيام                      |                              | مستقل                        |                              |
| 2                                     |                              | أحمد نامي (1873–1962)         | —                            | 28 نيسان 1926                | 15 شباط 1928                 | 1 سنة و293 أيام              |                              | مستقل                        |                              |
| —                                     |                              | تاج الدين الحسني (1885–1943)  | —                            | 15 شباط 1928                 | 14 أيار 1930                 | 2 سنوات و88 أيام             |                              | مستقل                        |                              |

### الجمهورية السورية المنتدبة (1930–1946)
| الترتيب | صورة | الاسم (ولادة–وفاة)           | تاريخ الانتخاب | فترة توليه المنصب    | فترة توليه المنصب    | فترة توليه المنصب | الحزب السياسي | الحزب السياسي  | ملاحظات                          |
| الترتيب | صورة | الاسم (ولادة–وفاة)           | تاريخ الانتخاب | بداية الفترة         | نهاية الفترة         | المدة             | الحزب السياسي | الحزب السياسي  | ملاحظات                          |
| ------- | ---- | ---------------------------- | -------------- | -------------------- | -------------------- | ----------------- | ------------- | -------------- | -------------------------------- |
| —       |      | تاج الدين الحسني (1885–1943) | —              | 14 أيار 1930         | 19 تشرين الثاني 1931 | 1 سنة و189 أيام   |               | مستقل          |                                  |
| —       |      | ليون سولومياك (1873–1960)    | —              | 19 تشرين الثاني 1931 | 11 حزيران 1932       | 205 أيام          |               | مستقل          |                                  |
| 1       |      | محمد علي العابد (1867–1939)  | —              | 11 حزيران 1932       | 21 كانون الأول 1936  | 4 سنوات و193 أيام |               | مستقل          |                                  |
| 2       |      | هاشم الأتاسي (1875–1960)     | —              | 21 كانون الأول 1936  | 7 تموز 1939          | 2 سنوات و198 أيام |               | الكتلة الوطنية |                                  |
| 3       |      | بهيج الخطيب (1895–1981)      | —              | 8 تموز 1939          | 4 نيسان 1941         | 1 سنة و270 أيام   |               | مستقل          |                                  |
| —       |      | خالد العظم (1903–1965)       | —              | 4 نيسان 1941         | 16 أيلول 1941        | 165 أيام          |               | مستقل          |                                  |
| 4       |      | تاج الدين الحسني (1885–1943) | —              | 16 أيلول 1941        | 17 كانون الثاني 1943 | 1 سنة و123 أيام   |               | مستقل          | توفي تاج الدين الحسني في المنصب. |
| —       |      | جميل الألشي (1883–1951)      | —              | 17 كانون الثاني 1943 | 25 آذار 1943         | 67 أيام           |               | مستقل          |                                  |
| 5       |      | عطا الأيوبي (1877–1951)      | —              | 25 آذار 1943         | 17 آب 1943           | 145 أيام          |               | مستقل          |                                  |
| 6       |      | شكري القوتلي (1891–1967)     | —              | 17 آب 1943           | 17 نيسان 1946        | 2 سنوات و68 أيام  |               | الكتلة الوطنية |                                  |

### الجمهورية السورية الأولى (1946–1950)
| الترتيب | صورة         | الاسم (ولادة–وفاة)       | تاريخ الانتخاب | فترة توليه المنصب | فترة توليه المنصب | فترة توليه المنصب | الحزب السياسي | الحزب السياسي                             | ملاحظات |
| الترتيب | صورة         | الاسم (ولادة–وفاة)       | تاريخ الانتخاب | بداية الفترة      | نهاية الفترة      | المدة             | الحزب السياسي | الحزب السياسي                             | ملاحظات |
| ------- | ------------ | ------------------------ | -------------- | ----------------- | ----------------- | ----------------- | ------------- | ----------------------------------------- | --- |
| 1       |              | شكري القوتلي (1891–1967) | —              | 17 نيسان 1946     | 30 آذار 1949      | 3 سنوات و157 أيام |               | الكتلة الوطنية                            | أُطيح بشكري القوتلي من السلطة في انقلاب آذار 1949 على يد رئيس الأركان حسني الزعيم.                                             |
| 1       | الحزب الوطني | شكري القوتلي (1891–1967) | —              | 17 نيسان 1946     | 30 آذار 1949      | 3 سنوات و157 أيام |               |                                           | أُطيح بشكري القوتلي من السلطة في انقلاب آذار 1949 على يد رئيس الأركان حسني الزعيم.                                             |
| 2       |              | حسني الزعيم (1897–1949)  | 1949           | 30 آذار 1949      | 14 آب 1949        | 137 أيام          |               | مستقل (متحالف مع السوري القومي الاجتماعي) | أطيح بحسني الزعيم في انقلاب آب 1949 الذي قاده أديب الشيشكلي، وأُعدم لاحقًا بناءً على أوامر الحكومة الجديدة.                      |
| —       |              | سامي الحناوي (1898–1950) | —              | 14 آب 1949        | 15 آب 1949        | 1 يوم             |               | عسكري (الحزب السوري القومي الاجتماعي)     | |
| 3       |              | هاشم الأتاسي (1875–1960) | —              | 15 آب 1949        | 5 أيلول 1950      | 1 سنة و21 أيام    |               | حزب الشعب                                 | خلال هذه الفترة، كان سامي الحناوي بمثابة الزعيم الفعلي للبلاد حتى الإطاحة به في انقلاب كانون الأول 1949 بقيادة أديب الشيشكلي. |

### الجمهورية السورية الثانية (1950–1958)
| الترتيب | صورة | الاسم (ولادة–وفاة)        | تاريخ الانتخاب | فترة توليه المنصب  | فترة توليه المنصب  | فترة توليه المنصب | الحزب السياسي | الحزب السياسي                        | ملاحظات |
| الترتيب | صورة | الاسم (ولادة–وفاة)        | تاريخ الانتخاب | بداية الفترة       | نهاية الفترة       | المدة             | الحزب السياسي | الحزب السياسي                        | ملاحظات |
| ------- | ---- | ------------------------- | -------------- | ------------------ | ------------------ | ----------------- | ------------- | ------------------------------------ | --- |
| 1       |      | هاشم الأتاسي (1875–1960)  | —              | 5 أيلول 1950       | 2 كانون الأول 1951 | 1 سنة و88 أيام    |               | حزب الشعب                            | استقال الأتاسي في أعقاب انقلاب عام 1951.                                                                      |
| —       |      | أديب الشيشكلي (1909–1964) | —              | 2 كانون الأول 1951 | 3 كانون الأول 1951 | 1 يوم             |               | الحزب السوري القومي الاجتماعي        | |
| 2       |      | فوزي سلو (1905–1972)      | —              | 3 كانون الأول 1951 | 11 تموز 1953       | 1 سنة و220 أيام   |               | عسكري (متحالف مع حركة التحرر العربي) | |
| 3       |      | أديب الشيشكلي (1909–1964) | 1953           | 11 تموز 1953       | 25 شباط 1954       | 229 أيام          |               | حركة التحرر العربي                   | استقال الشيشكلي من منصبه في خضم انقلاب عام 1954. وفر من البلاد، مدعياً أنه لا يريد أن تقع البلاد في حرب أهلية. |
| —       |      | مأمون الكزبري (1914–1998) | —              | 25 شباط 1954       | 28 شباط 1954       | 3 أيام            |               | حركة التحرر العربي                   | |
| 4       |      | هاشم الأتاسي (1875–1960)  | —              | 28 شباط 1954       | 6 أيلول 1955       | 1 سنة و190 أيام   |               | حزب الشعب                            | |
| 5       |      | شكري القوتلي (1891–1967)  | 1955           | 6 أيلول 1955       | 22 شباط 1958       | 2 سنوات و169 أيام |               | الحزب الوطني                         | |

### الجمهورية العربية المتحدة (1958–1961)
| الترتيب | الصورة | شاغل المنصب (ولادة–وفاة)    | الانتخابات | فترة توليه المنصب | فترة توليه المنصب | فترة توليه المنصب | الحزب | الحزب          |
| الترتيب | الصورة | شاغل المنصب (ولادة–وفاة)    | الانتخابات | تولى المنصب       | غادر المنصب       | المدة             | الحزب | الحزب          |
| ------- | ------ | --------------------------- | ---------- | ----------------- | ----------------- | ----------------- | ----- | -------------- |
| 1       |        | جمال عبد الناصر (1918–1970) | 1958       | 22 شباط 1958      | 29 أيلول 1961     | 3 سنوات و219 أيام |       | الاتحاد القومي |

### الجمهورية العربية السورية (1961-1963)
| الترتيب | الصورة | شاغل المنصب (ولادة–وفاة)  | الانتخابات | فترة توليه المنصب    | فترة توليه المنصب    | فترة توليه المنصب | الحزب | الحزب     | ملاحظات |
| الترتيب | الصورة | شاغل المنصب (ولادة–وفاة)  | الانتخابات | تولى المنصب          | غادر المنصب          | المدة             | الحزب | الحزب     | ملاحظات |
| ------- | ------ | ------------------------- | ---------- | -------------------- | -------------------- | ----------------- | ----- | --------- | --- |
| —       |        | مأمون الكزبري (1914–1998) | —          | 29 أيلول 1961        | 20 تشرين الثاني 1961 | 52 أيام           |       | مستقل     | تولى مأمون الكزبري منصبه بعد انقلاب عام 1961، الذي حل الجمهورية العربية المتحدة. |
| —       |        | عزت النص (1912–1976)      | —          | 20 تشرين الثاني 1961 | 14 كانون الأول 1961  | 24 أيام           |       | عسكري     | |
| 1       |        | ناظم القدسي (1906–1998)   | —          | 14 كانون الأول 1961  | 8 آذار 1963          | 1 سنة و84 أيام    |       | حزب الشعب | أطيح به بانقلاب عام 1963، والمعروف باسم ثورة الثامن من آذار، الذي أتى بالمجلس الوطني لقيادة الثورة إلى السلطة، على الرغم من أن السلطة الحقيقية كانت بيد اللجنة العسكرية التي نظمت الانقلاب. |

### سوريا إبان حكم حزب البعث (1963–2024)
| الترتيب                                | الصورة | شاغل المنصب (ولادة–وفاة)      | الانتخابات               | فترة توليه المنصب    | فترة توليه المنصب    | فترة توليه المنصب  | الحزب | الحزب                      | ملاحظات |
| الترتيب                                | الصورة | شاغل المنصب (ولادة–وفاة)      | الانتخابات               | تولى المنصب          | غادر المنصب          | المدة              | الحزب | الحزب                      | ملاحظات |
| -------------------------------------- | ------ | ----------------------------- | ------------------------ | -------------------- | -------------------- | ------------------ | ----- | -------------------------- | --- |
| سوريا إبان حكم حزب البعث (1963–2024)   |        |                               |                          |                      |                      |                    |       |                            | |
| شاغر (8 مارس 1963 – 9 مارس 1963)       |        |                               |                          |                      |                      |                    |       |                            | |
| 1                                      |        | لؤي الأتاسي (1926–2003)       | —                        | 9 آذار 1963          | 27 تموز 1963         | 140 أيام           |       | مستقل                      | عُين لؤي الأتاسي رئيسًا من قبل مجلس قيادة الثورة لأنه لم يشكل أي تهديد لسلطة اللجنة. استقال بعد تسريح الضباط ذوي الرتب العالية الغير بعثيين.                                           |
| 2                                      |        | أمين الحافظ (1921–2009)       | —                        | 27 تموز 1963         | 23 شباط 1966         | 2 سنوات و211 أيام  |       | حزب البعث العربي الاشتراكي | أطيح بأمين الحافظ من قبل اللجنة العسكرية بسبب دعمه لميشيل عفلق والقيادة القومية لحزب البعث.                                                                                          |
| شاغر (23 فبراير 1966 – 25 فبراير 1966) |        |                               |                          |                      |                      |                    |       |                            | |
| 3                                      |        | نور الدين الأتاسي (1929–1992) | —                        | 25 شباط 1966         | 18 تشرين الثاني 1970 | 4 سنوات و266 أيام  |       | حزب البعث العربي الاشتراكي | أطيح بالأتاسي عندما وقع خلاف بين صلاح جديد، الحاكم الحقيقي لسوريا من عام 1966 إلى عام 1970، وحافظ الأسد، وزير الدفاع. بدأ الأسد انقلابًا في عام 1970، والمعروف باسم الحركة التصحيحية. |
| —                                      |        | أحمد الحسن الخطيب (1933–1982) | —                        | 18 تشرين الثاني 1970 | 12 آذار 1971         | 114 أيام           |       | حزب البعث العربي الاشتراكي | |
| 4                                      |        | حافظ الأسد (1930–2000)        | 1971 1978 1985 1991 1999 | 12 آذار 1971         | 10 حزيران 2000       | 29 سنوات و90 أيام  |       | حزب البعث العربي الاشتراكي | مات حافظ الأسد في المنصب. |
| —                                      |        | عبد الحليم خدام (1932–2020)   | —                        | 10 حزيران 2000       | 17 تموز 2000         | 37 أيام            |       | حزب البعث العربي الاشتراكي | حسب الدستور وكونه نائباً للرئيس شغل عبد الحليم خدام المنصب بشكل مؤقت حتى الاستفتاء الرئاسي.                                                                                           |
| 5                                      |        | بشار الأسد (مواليد 1965)      | 2000 2007 2014 2021      | 17 تموز 2000         | 8 كانون الأول 2024   | 24 سنوات و144 أيام |       | حزب البعث العربي الاشتراكي | أطيح ببشار الأسد خلال معركة دمشق في الحرب الأهلية السورية، وسقط نظامه بهروبه إلى روسيا في 8 ديسمبر 2024م.                                                                            |

### سورية بعد البعث (2024-)
| الترتيب                              | الصورة | شاغل المنصب (ولادة–وفاة) | الانتخابات | فترة توليه المنصب    | فترة توليه المنصب | فترة توليه المنصب | الحزب | الحزب            | ملاحظات                                                                          |
| الترتيب                              | الصورة | شاغل المنصب (ولادة–وفاة) | الانتخابات | تولى المنصب          | غادر المنصب       | المدة             | الحزب | الحزب            | ملاحظات                                                                          |
| ------------------------------------ | ------ | ------------------------ | ---------- | -------------------- | ----------------- | ----------------- | ----- | ---------------- | -------------------------------------------------------------------------------- |
| شاغر (8 ديسمبر 2024 – 29 يناير 2025) |        |                          |            |                      |                   |                   |       |                  |                                                                                  |
| —                                    |        | أحمد الشرع (مواليد 1982) | —          | 29 كانون الثاني 2025 | في المنصب         | 196 أيام          |       | هيئة تحرير الشام | قاد أحمد الشرع البلاد بحكم الأمر الواقع من الإطاحة بنظام الأسد حتى تعيينه رئيساً. |

### فهرس المراجع
1. ↑  Arrêtés Nos. 1, 2 & 3, Bulletin hebdomadaire des actes administratifs du Haut-Commissariat (8 October 1922), p. 268؛ . نسخة محفوظة 2024-12-07 على موقع واي باك مشين.
2. ↑  Moubayed (2006), p. 345.
3. ↑  Moubayed (2006), p. 311.
4. ↑  Moubayed (2006), p. 610.
5. 1 2  Moubayed (2006), p. 339.
6. ↑  "Who's who in the Arab World". 1974. مؤرشف من الأصل في 2023-10-14.
7. ↑  Moubayed (2006), p. 133.
8. ↑  Moubayed (2006), p. 175.
9. ↑  Rabinovich (1972), p. 72.
10. ↑  Seale (1990), p. 99–101.
11. ↑  Seale (1990), p. 142-144.
12. ↑  Seale (1990), p. 162-163.
13. ↑  Moubayed (2006), p. 154–155.
14. ↑  "Syrian rebels topple President Assad, prime minister calls for free elections". Reuters. 8 ديسمبر 2024. مؤرشف من الأصل في 2025-04-06.
15. ↑    - Salame، Richard (29 ديسمبر 2024). "Syrian elections may not be held for 4 years, says de facto leader". فاينانشال تايمز. مؤرشف من الأصل في 2024-12-29.
  - Sarkar، Alisha Rahaman (19 ديسمبر 2024). "Syria's de facto new leader says it is not a threat to the West". ذي إندبندنت. مؤرشف من الأصل في 2024-12-20.
  - Jewers، Chris (19 ديسمبر 2024). "Syrian rebel leader says women's education will continue – but refuses to be drawn on alcohol". The Telegraph. مؤرشف من الأصل في 2024-12-20. Ahmed al-Sharaa, Syria's de facto leader, said he believed in education for women as he denied the new government would be another version of the Taliban.
  - Bowen، Jeremy (18 ديسمبر 2024). "Syria not a threat to world, rebel leader Ahmed al-Sharaa tells BBC". بي بي سي نيوز. مؤرشف من الأصل في 2024-12-18. The de facto leader of Syria, Ahmed al-Sharaa, has said the country is exhausted by war and is not a threat to its neighbours or to the West.
  - Griswold، Eliza (17 ديسمبر 2024). "Reasons to Leave Syria—and to Return". ذا نيو يوركر. مؤرشف من الأصل في 2024-12-17. He wanted to see how Abu Mohammed al-Jolani, the head of Hay'at Tahrir al-Sham—an Islamist group formerly linked to the Islamic State and Al Qaeda—and now the de-facto leader of Syria, behaved.
  - Maher، Hatem (14 ديسمبر 2024). "Syria's de facto leader not interested in new conflicts despite Israeli attacks". رويترز. مؤرشف من الأصل في 2024-12-14.
16. ↑  "الشرع رئيسا لسوريا وحل الفصائل وحزب البعث وتعطيل الدستور" [Sharaa as President of Syria, dissolving factions and the Baath Party, and suspending the constitution]. قناة الجزيرة. 29 يناير 2025. مؤرشف من الأصل في 2025-05-29. اطلع عليه بتاريخ 2025-01-29.
17. ↑  "Syria's Sharaa declared president for transitional period, state news agency says". رويترز. 29 يناير 2025. اطلع عليه بتاريخ 2025-01-29.

### معلومات المراجع كاملة
- Patrick Seale (1990). Asad of Syria: the struggle for the Middle East (بالإنجليزية). Berkeley: University of California Press. ISBN:978-0-520-06976-3. OCLC:25563302. QID:Q133728482.
- Sami Moubayed (2006). Steel & Silk: Men and Women who Shaped Syria 1900-2000 (بالإنجليزية) (1st ed.). Cune Press. ISBN:978-1-885942-40-1. LCCN:2004015477. OCLC:62487692. OL:8705102M. QID:Q115222065.
- Itamar Rabinovich (1972). Syria under the Baʻth 1963-66: the Army Party symbiosis (بالإنجليزية). Jerusalem: Transaction Publishers. ISBN:978-0-7065-1266-3. OCLC:605989. QID:Q133728532.